# Ardian Ismajli
Ardian Ilmi Ismajli (* 30. September 1996 in Podujeva) ist ein albanisch-kosovarischer Fußballspieler. Er spielt auf der Position des Innenverteidigers.

## Karriere

### Verein
Ismajli gab sein Debüt in der zweiten Hälfte der Saison 2013/14 in der zweiten Kosovarischen Liga. Mitte 2015 wechselte Ismajli zum kosovarischen Spitzenverein FC Prishtina.
Im Februar 2016 unterzeichnete Ismajli einen dreieinhalbjährigen Vertrag mit der kroatischen Mannschaft Hajduk Split. Ismajli Am 14. Mai 2016 gab er sein Debüt für Hajduk gegen NK Zagreb und spielte die vollen 90 Minuten als Innenverteidiger bei einem 3:2-Sieg.
In der Saison 2016/17 wurde Ismajli ein regulärer Stammspieler unter Trainer Marijan Pušnik. Am 21. August 2016 erzielte Ismajli sein erstes Tor für Hajduk bei einer 4:2-Niederlage gegen HNK Rijeka im Poljud Stadium.
Nach vier Jahren bei Hajduk verließ er den Verein im September 2020 und wechselte zu Spezia Calcio in die italienische Serie A. Sein Vertrag in La Spezia wurde mit einer Laufzeit bis 2023 abgeschlossen. Ismajli bestritt für Calcio 17 von 38 möglichen Ligaspielen, in denen er ein Tor schoss, sowie vier Pokalspiele.
Mitte August 2021, vor Beginn der neuen Saison, wechselte Ismajli zum FC Empoli, der in die Serie A aufgestiegen war.
Nach dem Abstieg mit dem FC Empoli wechselte Ismajli nach vier Jahren und 106 wettbewerbsübergreifenden Einsätzen im Juli 2025 zum Erstligisten FC Turin.

### Nationalmannschaft
Am 7. November 2018 erhielt Ismajli einen Aufruf von der albanischen Fußballnationalmannschaft für das Spiel gegen Schottland und für das Freundschaftsspiel gegen Wales.